# Wilfred Mott
Wilfred "Wilf" Mott es un personaje recurrente de ficción en la longeva serie británica de ciencia ficción Doctor Who, interpretado por Bernard Cribbins. Se trata del abuelo de la acompañante del Décimo Doctor Donna Noble, y el padre de Sylvia Noble. Como acompañante del Doctor, un alienígena de la raza de los Señores del Tiempo del planeta Gallifrey, Donna viajó por el espacio y el tiempo en la temporada de 2008 de la serie, teniendo muchas aventuras. Wilf estaba orgulloso de las aventuras de su nieta y le ayudaba a mantenerlas en secreto a su sobreprotectora madre. Wilf después se convirtió en el último acompañante del Décimo Doctor en El fin del tiempo (2009-2010).
Originalmente estaba previsto que Cribbins sólo apareciera en el especial de Navidad de 2007, El viaje de los condenados, pero cuando Howard Attfield no pudo reincorporarse como el padre de Donna por enfermedad (de la que fallecería posteriormente), el creador Russell T Davies re-concibió el personaje de Cribbins como el abuelo de Donna y le usó para reemplazar a Attfield para esa temporada.

## Historia del personaje
Wilfred Mott aparece por primera vez en El viaje de los condenados (2007). El Doctor y Astrid Peth le conocen poco después de que se teletransporten a la Tierra. Lleva un kiosco de prensa y es uno de los pocos que se han quedado en Londres en Navidad tras los eventos de La invasión en Navidad (2005) y La novia fugitiva (2006). Es un monárquico acérrimo. Es testigo del teletransporte del Doctor y Astrid de vuelta al crucero intergaláctico Titanic.
En el episodio Compañeros de delitos (2008), se revela que Wilfred es un astrónomo aficionado que se pasa las noches mirando el cielo con su telescopio desde una parcelita. Tiene un interés en las conspiraciones alienígenas, y es algo excéntrico. Tiene una buena relación con su nieta, que se une a él en su parcela cuando desea escapar de las críticas de su madre. Donna le pide que le avise si alguna vez ve pasar una cabina azul, y le describe al Doctor a grandes rasgos. Después de que Donna se una al Doctor, la pareja sobrevuela la parcela en la TARDIS con la puerta abierta, ante los ojos asombrados de Wilfred. Donna le dice adiós agitando la mano y él está encantado de ver que ella está siguiendo su deseo de aventuras.
Aunque algunos comentaristas han sugerido erróneamente que Mott lleva la insignia de UNIT en su boina, en realidad es la medalla de los Paracaidistas, donde Cribbins hizo el servicio militar. El gorro es del mismo color que la famosa boina, con la medalla sobre el lado izquierdo, indicando nostalgia por su servicio a la patria.
En La estratagema Sontaran, Wilfred se reúne con su nieta y el Doctor, a quien ya había conocido anteriormente (y Donna se sorprende al saber esto). Su ausencia en La novia fugitiva se explica por una gripe. Cuando los dispositivos ATMOS se activan, él está atrapado en el coche familiar de donde el Doctor y Donna intentan rescatarle. El episodio termina con él atrapado asfixiándose en el coche. En El cielo envenenado, su hija Sylvia le salva rompiendo la luna delantera del coche con un hacha.
En una línea temporal paralela en Gira a la izquierda, en la que el Doctor murió sin conocer a Donna, esta gana un viaje con su familia al campo, y Wilfred así no está en su kiosco en Navidad como se veía en El viaje de los condenados. Sin el Doctor, el crucero interestelar Titanic se estrella en el centro de Londres, destruyendo la ciudad en una explosión masiva. Tras el desastre, los Estados Unidos ofrecen ayuda a Gran Bretaña, pero la ayuda es cancelada después de que mueran millones de estadounidense como resultado de que la Srta Foster escoja Estados Unidos como punto de cría para los adiposos. Wilfred y su familia son evacuados a Leeds con innumerables refugiados más. Se hacen referencias a su servicio militar: un inmigrante italiano le llama "mi capitán" y le saluda cuando se va. Wilfred se muestra inquieto cuando su amigo es llevado a un campo de trabajo diciendo que "así es como los llamaron la última vez", aludiendo a los campos de concentración nazis durante la Segunda Guerra Mundial.
En La Tierra robada, Wilfred se prepara para luchar contra los Daleks armado con una pistola de bolas de pintura, pensando que dispararles en el ojo les cegará. El Dalek con el que lo intenta disuelve la pintura y dice "Mi visión no está comprometida". Sylvia y él serán rescatados por una Rose Tyler armada hasta los dientes que les lleva de vuelta a casa intentando contactar con el Doctor. Wilfred usa internet, pero su hija Sylvia no le ha permitido tener webcam en el ordenador porque las considera "sucias", así que el ordenador sólo le da visión a Rose de la conferencia de Harriet Jones con los otros acompañantes.
En El fin del viaje, por el borrado de la memoria de Donna, Wilfred dice que esperará al Doctor en su nombre, y le promete que cuando mire a las estrellas, pensará en el Doctor, a quien considera un amigo muy preciado, y casi como de la familia. Con la memoria de Donna borrada, ella vuelve a su personalidad vanidosa y desagradable de antes de conocer al Doctor. Contra las afirmaciones de Sylvia de que Donna era igual de buena antes de viajar con el Señor del Tiempo, Wilfred se enfrenta a ella y le dice a su hija que admita que el Doctor hizo de Donna una mejor persona.
Wilfred volverá en El fin del tiempo, donde tiene repetidas visiones de El Amo. Después ve repetidamente a una mujer desconocida y descubre representaciones de la TARDIS en obras de arte históricas. Comienza a buscar al Doctor hasta que le encuentra. Este ha ido a la Tierra para encontrar al Amo, y Wilfred se une a él como acompañante. La misteriosa mujer le dice a Wilfred que debe tomar las armas, pidiéndole que vuelva a coger su viejo revolver reglamentario. El Doctor comienza a sospechar que algo que mantiene a Wilfred cerca de él. Van a la mansión de Joshua Naismith, donde el Amo convierte a la raza humana en copias de sí mismo. Wilfred será protegido por el Doctor colocándole dentro de una cámara sellada antiradiación. Les capturará el Amo, pero les rescatarán dos alienígenas, Addams y Rossiter. En la nave espacial tras ser rescatados, Wilfried intenta convencer al Doctor de que coja su pistola y mate al Amo. A su regreso a la Tierra, Wilfred se atrapa a sí mismo otra vez en la cámara antiradiación mientras libera a un técnico atrapado allí y ve la batalla final entre el Amo y Rassilon. Después, cuando el Doctor cree que está a salvo, Wilfred cumple la profecía de que "él llamará cuatro veces", llamando así, cuatro veces en la puerta para llamar al Doctor. La cámara está a punto de ser inundada con radiación, y para liberar a Wilfred, el Doctor debe sacrificarse exponiéndose a la radiación en su lugar. Wilfred le dice que le deje, que él ya ha vivido su vida, pero el Doctor le salva, diciendo que "es un honor". La radiación que el Doctor absorbe para salvar a Wilfred iniciará el proceso de muerte del Décimo Doctor y su regeneración en el Undécimo Doctor. En la boda de Donna, Wilf será visitado una última vez por el moribundo Doctor, que le da a Sylvia y él un resguardo de lotería premiado como regalo de boda, boleto que el Doctor compró con dinero que le pidió prestado al padre de Donna.

## Detrás de las cámaras
Wilfred Mott es interpretado por Bernard Cribbins, que apareció en la segunda película de Doctor Who, Daleks - Invasion Earth 2150 AD, como el acompañante Tom Campbell, un personaje que reemplazaba al Ian Chesterton del serial The Dalek Invasion of Earth en el que la película se basaba. Cribbins también fue considerado para el papel del Cuarto Doctor en 1974.
El productor Phil Collinson dijo en una entrevista para SFX anterior al estreno de la temporada de 2008 que Wilfred Mott volvería a "aparecer en la serie varias veces". Collinson dijo de Cribbins que "es un gran privilegio tenerle en el plató, es maravilloso" y "¡ahora que le tenemos no vamos a dejarle escapar! Es brillante".

## Recepción
Laura Pledger de Radio Times calificó a Cribbins como el mejor actor invitado de Doctor Who, escribiendo "Cuando no te hacía sonreír, Wilfred Mott te partía el corazón". SFX colocó el personaje en el número 13 en un artículo de 2009 sobre las 27 mejores cosas del regreso de Doctor Who.